# Ivanjska, Banjaluka
Ivanjska (Potkozarje) je naselje v mestu Banjaluka, Bosna in Hercegovina. 

## Deli naselja
Abrići, Brđani, Burići, Dobraši, Dvorani, Gagrice, Gornje Gagrice, Grabež, Ivanjska, Josipovići, Karalići, Lipovac, Mamenice, Milakovići, Miloševići, Mišin Han, Narandžići, Pezići, Piljagići, Popovići, Radmani-Bistrica, Ružići, Savići, Sigovac, Šukale, Šušnjari, Taraševac, Tomići, Tukići, Valentići, Vukovići in Žabari.  

## Prebivalstvo
| Pregled števila prebivalcev po letih | Pregled števila prebivalcev po letih | Pregled števila prebivalcev po letih | Pregled števila prebivalcev po letih | Pregled števila prebivalcev po letih | Pregled števila prebivalcev po letih |
| ------------------------------------ | ------------------------------------ | ------------------------------------ | ------------------------------------ | ------------------------------------ | ------------------------------------ |
| 1948                                 | 1953                                 | 1961                                 | 1971                                 | 1981                                 | 1991                                 |
| -                                    | -                                    | 4.857                                | 5.062                                | 4.953                                | 4.577                                |

| Narodna sestava prebivalstva po letih                                                                                                | Narodna sestava prebivalstva po letih                                                                                                  | Narodna sestava prebivalstva po letih                                                                                                  |
| --- | --- | --- |
| 1971 | 1981 | 1991 |
| . skupaj: 5.062 Hrvati 3.614 (71,39 %) Srbi 1.408 (27,81 %) Muslimani 7 (0,13 %) Jugoslovani 2 (0,03 %) drugi in neznano 31 (0,61 %) | . skupaj: 4.953 Hrvati 3.394 (68,52 %) Srbi 1.180 (23,82 %) Muslimani 3 (0,06 %) Jugoslovani 303 (6,11 %) drugi in neznano 73 (1,47 %) | . skupaj: 4.577 Hrvati 3.306 (72,23 %) Srbi 1.095 (23,92 %) Muslimani 6 (0,13 %) Jugoslovani 118 (2,57 %) drugi in neznano 52 (1,13 %) |